# Pseudostracilla infausta
Pseudostracilla infausta är en fjärilsart som beskrevs av Erich Martin Hering 1926. Pseudostracilla infausta ingår i släktet Pseudostracilla och familjen tofsspinnare. Inga underarter finns listade.